# St. Johann (Davos)

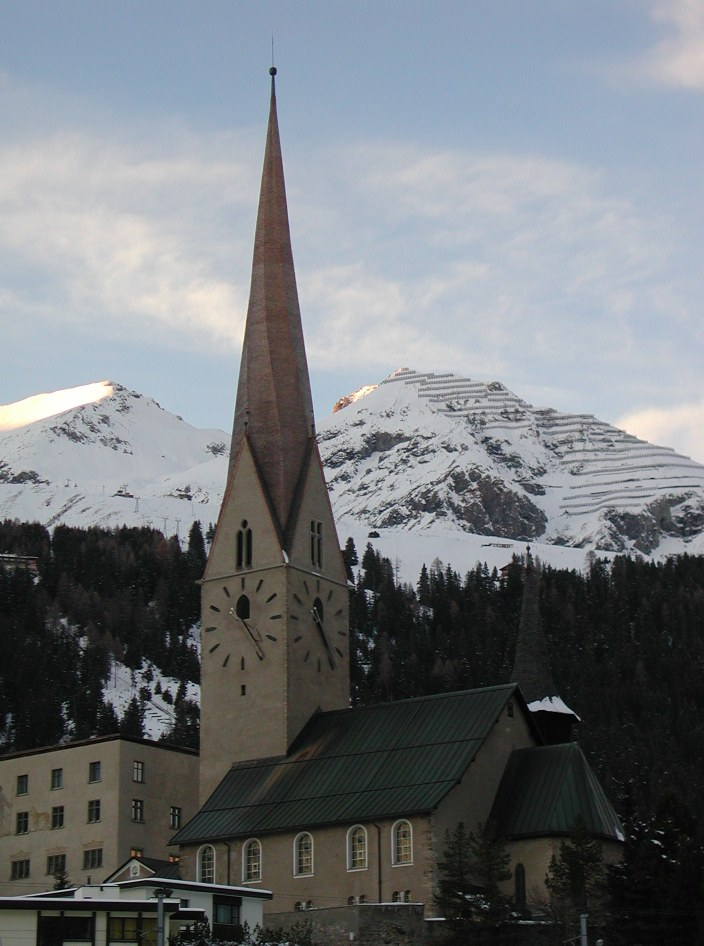
St. Johann

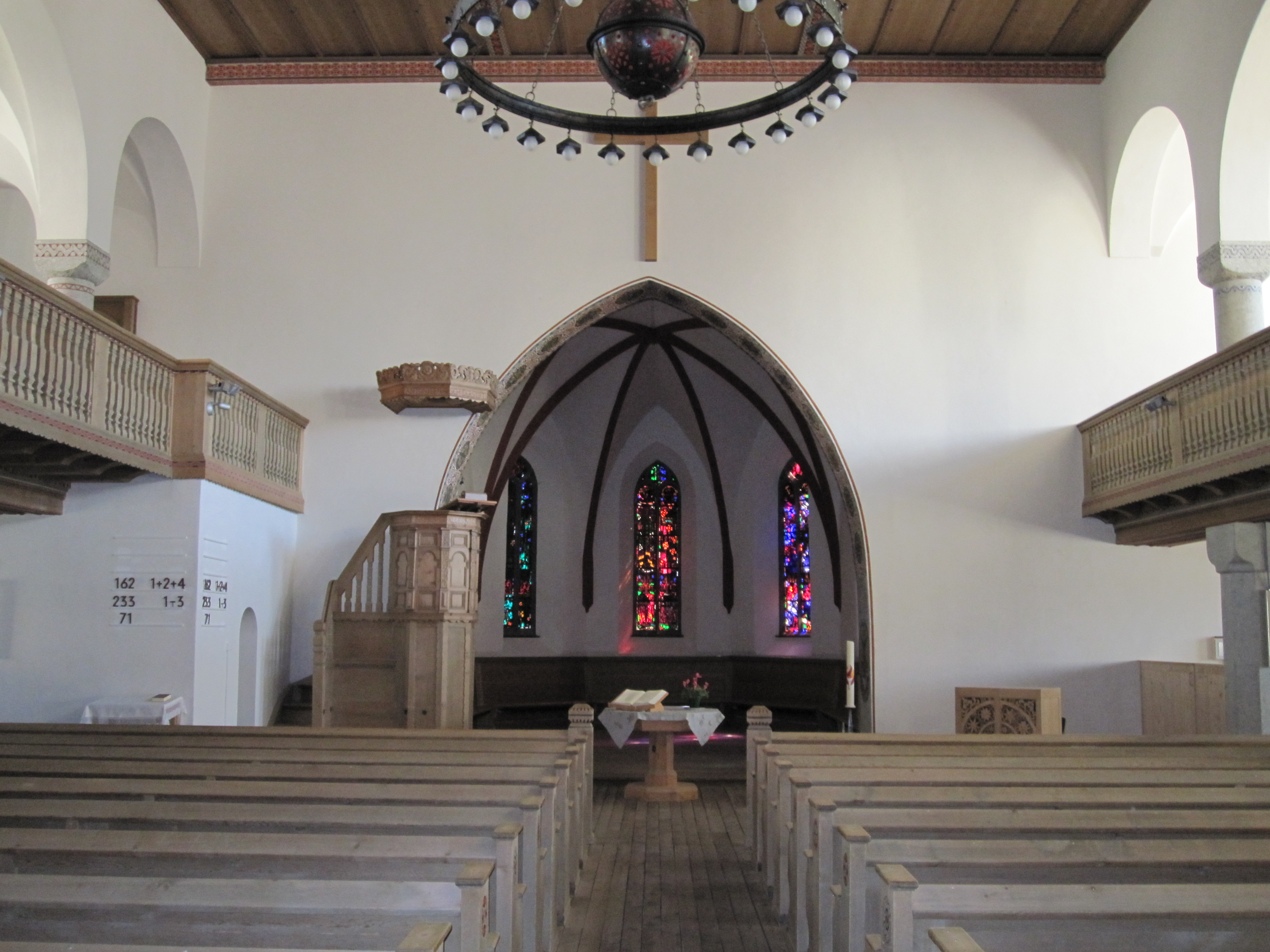
Innenansicht

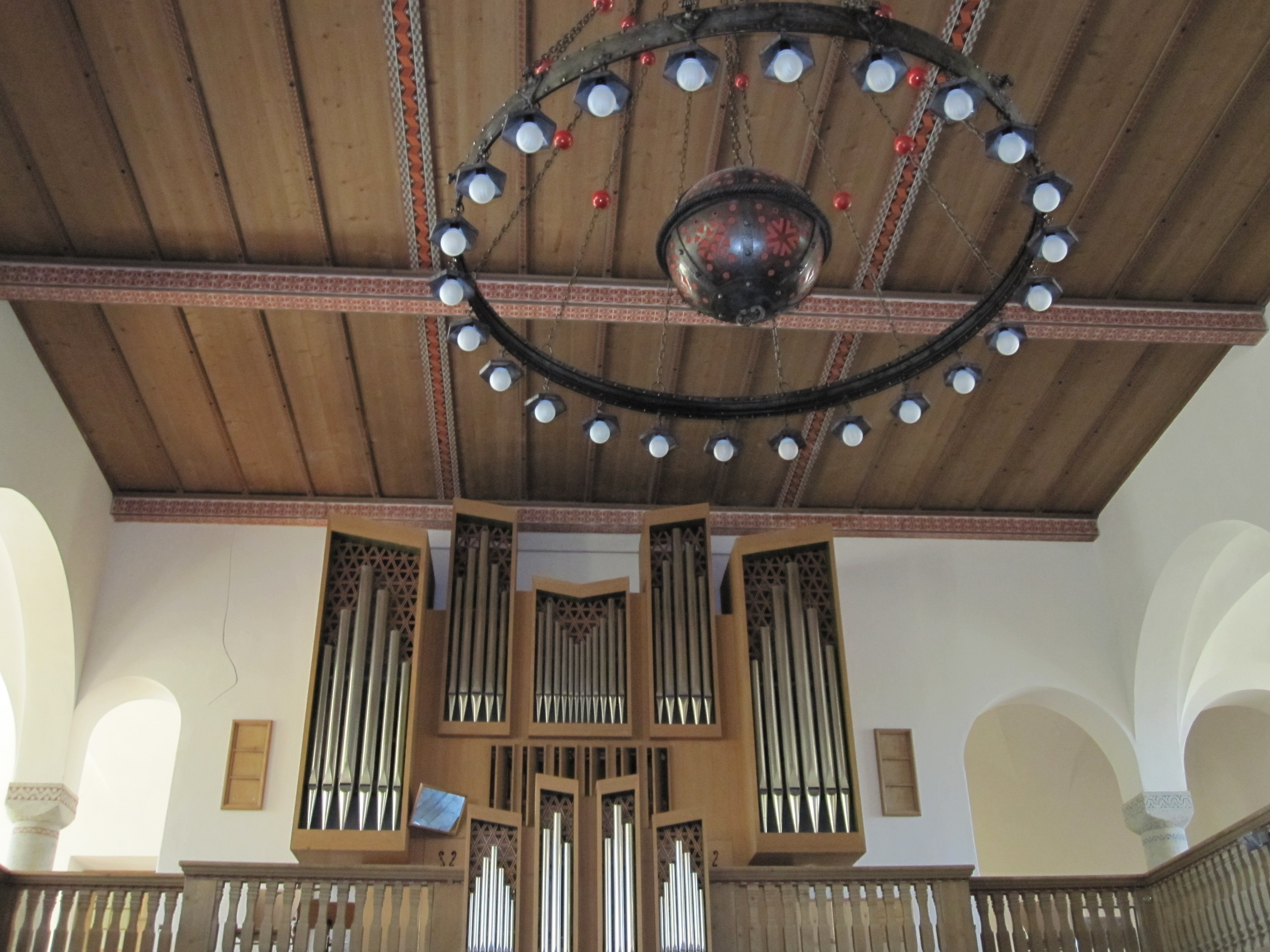
Orgel auf Empore und Leuchtkranz an der Decke

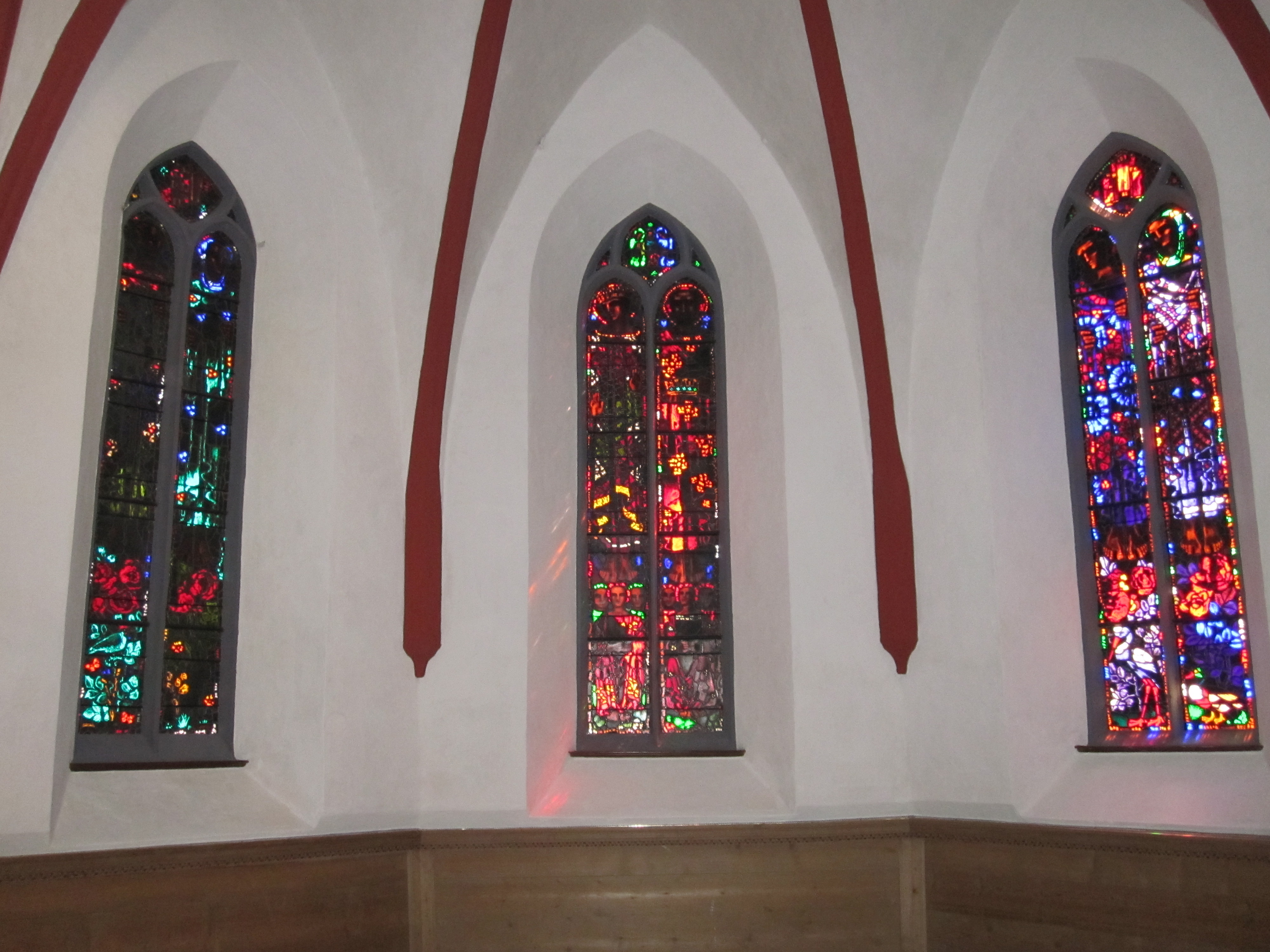
Giacometti-Fenster

Die reformierte Kirche St. Johann in Davos im Kanton Graubünden ist die älteste Talkirche in der Landschaft Davos und mit einem Fassungsvermögen von 800 Besuchern die grösste. Der markante Kirchturm mit seinen sechs Glocken ist prägend für das Ortsbild von Davos Platz.

## Geschichte und Ausstattung
Die älteste Bausubstanz wird auf das 13. Jahrhundert datiert. Aus dieser Zeit stammt noch der kleine Turm. Im Jahre 1528 wurde sowohl in ganz Davos und somit auch in der Kirche St. Johann die Reformation eingeführt.
Der grosse Kirchturm hat eine Höhe von 71,2 Metern und wurde im Jahr 1481 errichtet. Im 16. Jahrhundert musste das Turmdach nach einem Blitzeinschlag komplett erneuert werden. Auffallend ist die seither entstandene Verdrehung des Schindeldaches um 43 Prozent, welche auf die zeitweise extremen alpinen Witterungsverhältnisse zurückzuführen ist. 2003 wurde der Turm neu eingeschindelt. 35 Lärchen wurden geschlagen und aus dem Holz 73'000 Schindeln gefertigt.
Das heutige Kirchenschiff wurde 1909 neu gebaut, um mehr Personen Platz bieten zu können. Die alte Kanzel von 1719 wurde in den Neubau integriert. Im gleichen Jahr wurde von der Manufaktur Orgelbau Goll aus Luzern eine Orgel auf der Nordempore eingebaut. Sie umfasste 26 Register auf zwei Manualen und Pedal. Die heutige Orgel von 1961 verfügt über 30 Register auf drei Manualen und steht auf der Westempore. Sie wurde von der Firma Metzler Orgelbau erstellt.
Die Glasfenster aus dem Jahr 1928 stammen von Augusto Giacometti.
Von 2007 bis 2009 erfolgte eine Totalsanierung der Kirche, vom Turm über die Fassade bis zum Schiff im Kircheninneren. Im Zuge der Renovation wurde die auf der Spitze des Turmdaches befindliche Zeitkapsel das letzte Mal geöffnet und neu befüllt. Der vormalige Inhalt wurde in die Dokumentationsbibliothek der Landschaft Davos überführt.
Im Kirchturm hängt ein sechsstimmiges Glockengeläut, dessen Glocken folgende Details aufweisen:
| Glocke | Giesser               | Gussjahr | Gewicht | Schlagton |
| ------ | --------------------- | -------- | ------- | --------- |
| 1      | H. Rüetschi AG, Aarau | 1981     | 4134 kg | as°       |
| 2      | Gebr. Theus, Felsberg | 1884     | 2731 kg | c′        |
| 3      | Gebr. Theus, Felsberg | 1884     | 1367 kg | es′       |
| 4      | H. Rüetschi AG, Aarau | 1952     | 1060 kg | f′        |
| 5      | Gebr. Theus, Felsberg | 1884     | 0812 kg | g′        |
| 6      | Gebr. Theus, Felsberg | 1884     | 0341 kg | b′        |

## Kirchliche Organisation
Die Kirche St. Johann gehört in der Evangelisch-reformierten Landeskirche Graubünden zur Kirchgemeinde Davos Platz.